# Hermann Miklas

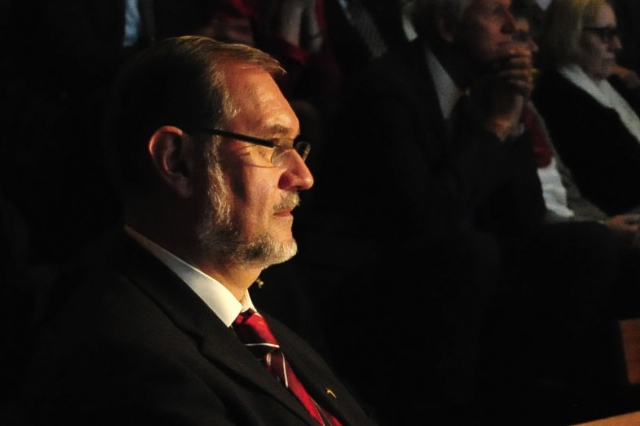
Hermann Miklas, 2016

Hermann Günther Miklas (* 26. April 1953 in Graz) ist ein österreichischer evangelisch-lutherischer Pfarrer. Er war von 1999 bis 2018 Superintendent der Evangelischen Superintendentur A. B. Steiermark.

## Leben
Der Sohn einer Apothekerin und eines Arztes ging in Graz zur Schule und maturierte 1971 am Bundesgymnasium und Bundesrealgymnasium Oeversee. Anschließend studierte Hermann Miklas bis 1977 Evangelische Theologie an der Kirchlichen Hochschule Wuppertal, der Ruprecht-Karls-Universität Heidelberg und der Universität Wien, wo er den Magister der Theologie erwarb. An der Johannes Kepler Universität Linz erwarb er 2007 auch den Master of Education im Bereich Organisationsentwicklung.
Von 1977 bis 1979 war er Vikar in der Gustav-Adolf-Kirche in Voitsberg. Zum geistlichen Amt wurde er am 15. Juni 1979 durch Superintendent Dieter Knall ordiniert. Von 1979 bis 1986 war Miklas Pfarrer in der Voitsberger Gustav-Adolf-Kirche und von 1986 bis 1999 Pfarrer in der Lutherischen Stadtkirche in Wien.
1999 wurde Hermann Miklas als Nachfolger von Ernst-Christian Gerhold Superintendent der Evangelischen Superintendentur A. B. Steiermark. Von 2000 bis 2018 war er Obmann des Theologischen Ausschusses der Synode A. B. und der Generalsynode der Evangelischen Kirche A. u. H. B. Von 2003 bis 2018 war er (mit einer Periode Pause) Vorsitzender des Ökumenischen Forums christlicher Kirchen in der Steiermark und arbeitete am Organisationsentwicklungsprozess der Evangelischen Kirche A. B. (Naßwalder Modell) mit.
Hermann Miklas ist mit Helene Miklas verheiratet, von 2006 bis 2011 Vizerektorin der Kirchlich-Pädagogischen Hochschule Wien/Krems. Sie haben einen Sohn.
Im März 2018 wurde Wolfgang Rehner zu seinem Nachfolger als Superintendent der Evangelischen Superintendentur A. B. Steiermark gewählt und am 23. September 2018 eingeführt.
Hermann Miklas ist seit 2018 als freiberuflicher Unternehmensberater überwiegend im NGO-Bereich tätig.

## Schriften (Auswahl)
- Festschrift der Evangelischen Pfarrgemeinde Voitsberg. 1986.
- Zukunft als Herausforderung. 1989.
- Zur Freiheit hat uns Christus befreit. 1995.
- Von den starken Schwachen und den schwachen Starken. Zur Problematik des Fundamentalismus. 1996.
- Homosexualität und biblischer Rechtfertigungsglaube. 1997.
- Neue Versuche der Großstadtseelsorge. 1998.
- Abtreibung, Todesstrafe, Sterbehilfe. 1999.
- Die christlichen Kirchen auf der Suche nach ihrer Identität an der Schwelle zum 21. Jahrhundert. 2002.
- Die Evangelische Kirche in der Steiermark zwischen 1945 und 1995. 2002.
- Rechtfertigung und Recht. 2004.
- Das Gespenst des Relativismus. 2006.
- Grüne Pflanze in gedeihlichem Klima. Ökumene in der Steiermark. 2008.
- Wir haben die Wahl! Haben wir sie? 2010.
- Aktuelle Herausforderungen der Reformation. 2011.
- Liturgische Spiritualität im Protestantismus. 2011.
- Die diakonische Funktion der Kirche aus evangelischer Perspektive. 2011.
- Zukunft braucht Erinnerung. 2012.
- Wenn das nur so einfach wäre mit dem Recht haben. 2013.
- Freiheit und Verantwortung. 2016.
- Evangelisch von A - Z. 2017.
- Leistung und christliche Soziallehre - ein Widerspruch? 2018.
- Wie gut, dass es im Leben was zu schmunzeln gibt - überwiegend anekdotische Lebenserinnerungen. 2019.
- Wenn die Vergangenheit Schatten wirft. Ein kriminalistischer Roman. epv, Wien 2022, ISBN 978-3-85073-331-1.

## Auszeichnungen
- 2013 Großes Goldenes Ehrenzeichen für Verdienste um die Republik Österreich
- 2017 Großes Goldenes Ehrenzeichen des Landes Steiermark mit dem Stern
- 2013 ernannte ihn Kardinald Christoph Schönborn zum Ehrenmitglied der ökumenischen Stiftung Pro Oriente.
- 2018 Diözesanes Ehrenzeichen der r.k. Diözese Graz-Seckau
- 2021 Großer Josef-Krainer-Preis[2]